# Военный крест (Греция)
Военный крест (греч. Πολεμικός Σταυρός) — греческая награда, вручаемая за героизм в военное время как грекам, так и военнослужащим стран-союзников. Существовали 3 варианта креста: образца 1917 года, за подвиги в период Первой мировой войны; образца 1940 года — за Вторую мировую войну и гражданскую войну в Греции, и современный тип, образца 1974 года, который, в частности, вручался за миротворческие миссии последующих лет.

## Военный крест 1917 года
Первый тип награды был утверждён венизелистским правительством "Национальной обороны" 28 февраля 1917 года; 31 октября это решение было подтверждено королевским указом, вскоре после вступления Греции в Первую мировую войну. Его создание было вдохновлено французским Военным крестом 1914—1918 годов, им награждались военнослужащим всех родов войск за подвиги, совершённые на Македонском фронте (1916–1918), во время интервенции в Россию (1919), а также греко-турецкой войны 1919–1922 годов (но после 1920 года значительно реже, из-за определённых коннотаций с правившей партией). Кроме того, с 1919 года крест I класса мог использоваться как коллективная награда воинских частей, в таком случае орден крепился к боевому знамени.

### Описание
Награда представляет собой серебряный венок, за которым находится горизонтальная пластина с надписью Η ΤΑΝ Η ΕΠΙ ΤΑΣ (рус. со щитом, или на щите) (девиз древних спартанцев). Поверх венка расположен вертикально стоящий меч. На реверсе имеется крепление для кольца и надпись ΕΛΛΑΣ (рус. Греция"), а под ней даты "1916–1917". Лента шириной 35-37 мм чёрная с синей каймой. Существовали 3 класса креста, различавшиеся дополнительными знаками на ленте: III класс — без знаков, II класс — бронзовая пятиконечная звезда, I класс — бронзовая пальмовая ветвь. При последующих награждениях к ленте крепились серебряные пятиконечные звёзды. Эскиз награды работы французского скульптора Андре Риво.
| Военный крест 1917 года | Военный крест 1917 года | Военный крест 1917 года |
| ----------------------- | ----------------------- | ----------------------- |
|                         |                         |                         |
| Лента                   |                         |                         |
| I класс                 | II класс                | III класс               |

## Военный крест 1940 года
Поскольку крест 1917 года ассоциировался с венизелистами, то, когда Греция в октябре 1940 года после итальянского вторжения снова оказалась в состоянии войны, роялистское диктаторское правительство, вместо возрождения награды, решило вновь учредить её в совершенно ином виде. Новая награда, учреждённая Королевским указом от 11 ноября 1940 года (Закон 2646/1940), вручалась на протяжении всей Второй мировой войны. Последующими указами награждение было разрешено с 19 апреля 1947 года, в связи с гражданской войной в Греции (1946–1949) и продлено до 1953 года, охватывая участие Греции в Корейской войне. Награда вручалась греческим и союзным военнослужащим (преимущественно британским, а позже и американским военным), и воинским частям.

### Описание
Внешний вид награды, по сути, является модификацией французского Военного креста: она представляет собой бронзовый лапчатый крест. В центре его расположен круглый медальон с изображением короны поверх монограммы (две скрещенные буквы Гамма короля Георга II; между лучей креста размещены 2 скрещенных меча вверх остриями, крест увенчан королевской короной. На реверсе указана дата «1940». Лента красного цвета с широкой синей полосой посередине. Классы креста различались цветом короны: бронзовая для III класса, серебряная — для II и золотая для I класса. До 1942 года первое награждение могло производиться крестом любого класса, но, согласно Закону 3120/1942, в первый раз положено было вручать крест III класса. При последующих награждениях (до трёх) крест оставался том же классе, а получение награды обозначалось количеством миниатюрных корон на ленте; если их количество доходило до пяти или восьми, следовало выдать крест II или I класса, соответственно. Существовало несколько вариантов креста, в т.ч. частного производства, также и иностранного (например, британская фирма Spink & Son): у таких наград могли быть иные изображения короны, а также оформление лицевой стороны (в некоторых версиях дата указана внутри медальона).
| Военный крест 1940 года | Военный крест 1940 года | Военный крест 1940 года |
| ----------------------- | ----------------------- | ----------------------- |
|                         |                         |                         |
| Лента ордена            |                         |                         |
| I класс                 | II класс                | III класс               |

## Военный крест 1974 года
После отмены монархии в июне 1973 года, в 1974 году, в последние месяцы правления греческой военной хунты, был издан Закон 376/74 о военных наградах, который пересмотрел действовавшие до того времени их Статуты. В нём указывалось, что кресты различных классов должны будут вручаться сообразно чину награждаемых: I класс предназначался для старших офицеров и генералов, II класс — для офицеров среднего звена и III класс - для младших офицеров и нижних чинов.
Из-за падения хунты и восстановления демократии некоторое время работы по изменению награды не проводились, её новый вариант фактически появился в 1985 году. Он был идентичен образцу 1940 года; изображение королевской монограммы сменил дубовый венок, а вместо корон в верхней части ордена появились изображения национального герба Греции, бронзовые, серебряные и золотые для III, II и I классов, соответственно. На реверсе имелась надпись ΕΛΛΗΝΙΚΗ ΔΗΜΟΚΡΑΤΙΑ (рус. Греческая Республика). Четыре креста I класса получили подразделения, участвовавшие в миротворческих миссиях ООН.
Очередные изменения во внешний вид ордена были внесены Указом Президента № 159 от 17 марта 2003 года. В новой версии национальный герб (бронзовый, серебряный или золотой) был перемещён в центр креста.
| Военный крест 1974 года         | Военный крест 1974 года | Военный крест 1974 года |
| ------------------------------- | ----------------------- | ----------------------- |
|                                 |                         |                         |
| Военный крест образца 2003 года |                         |                         |
|                                 |                         |                         |
| Лента                           |                         |                         |
| I класс                         | II класс                | III класс               |

## Галерея

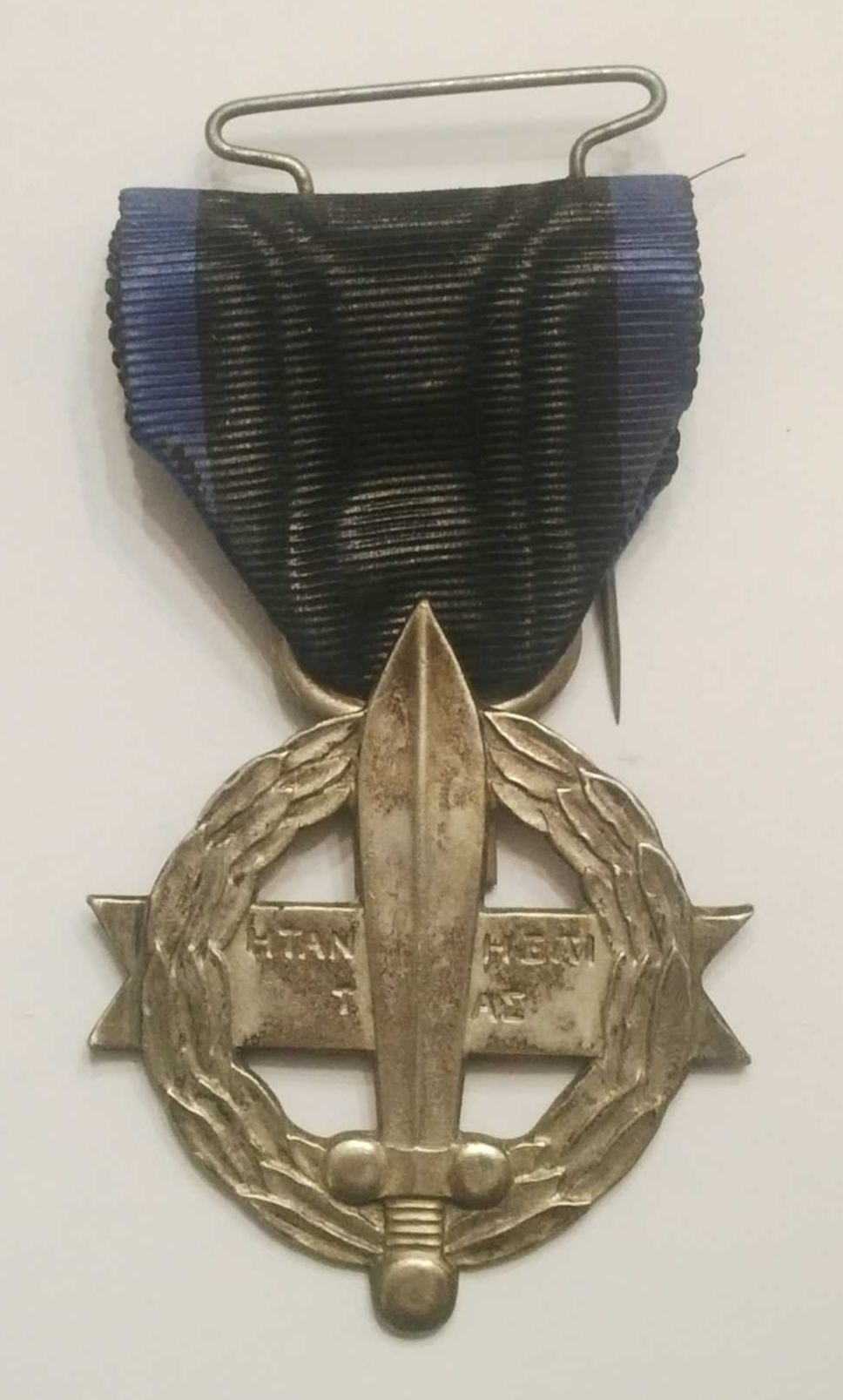
Крест III класса образца 1917 года
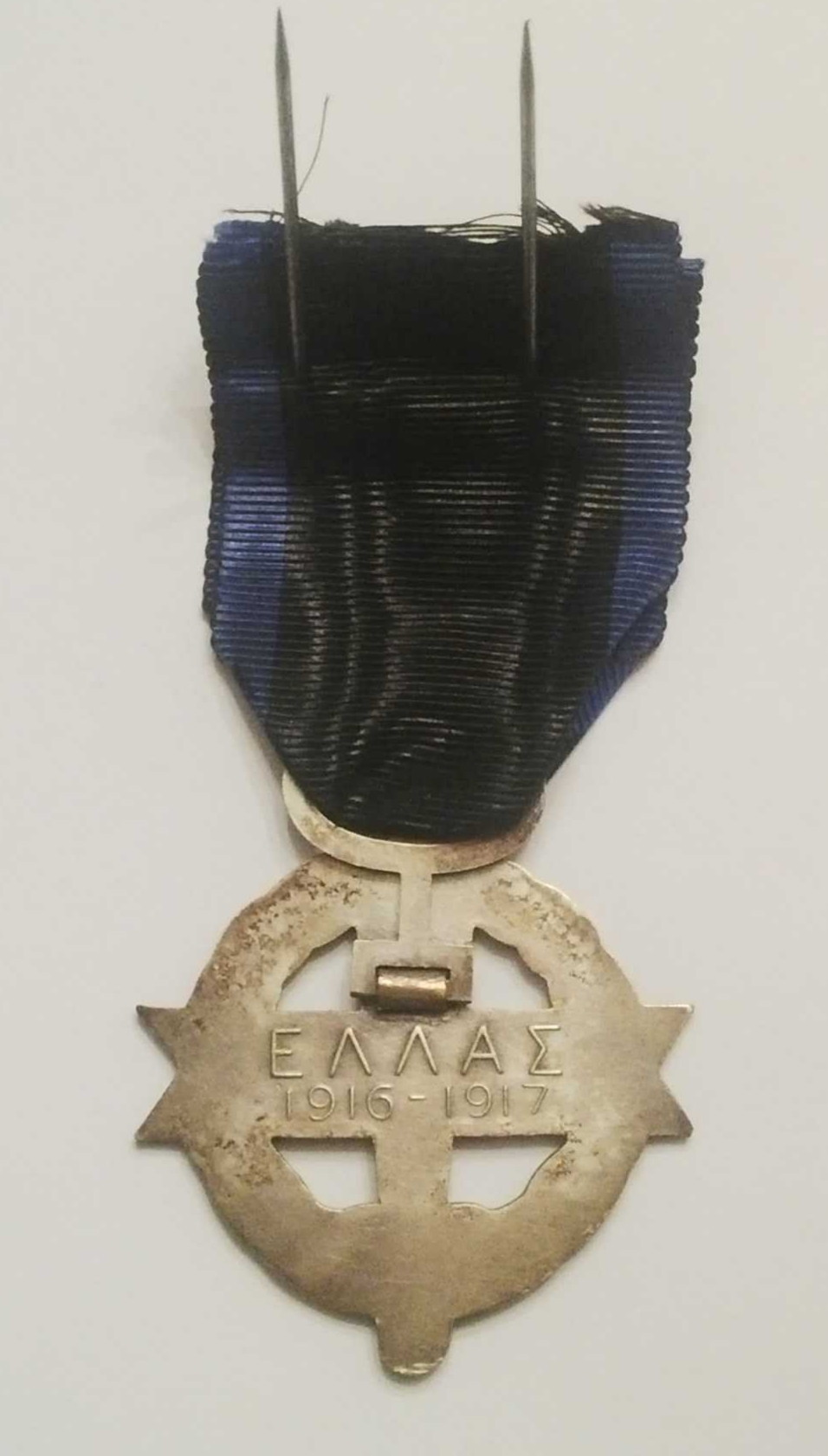
Крест III класса образца 1917 года, реверс
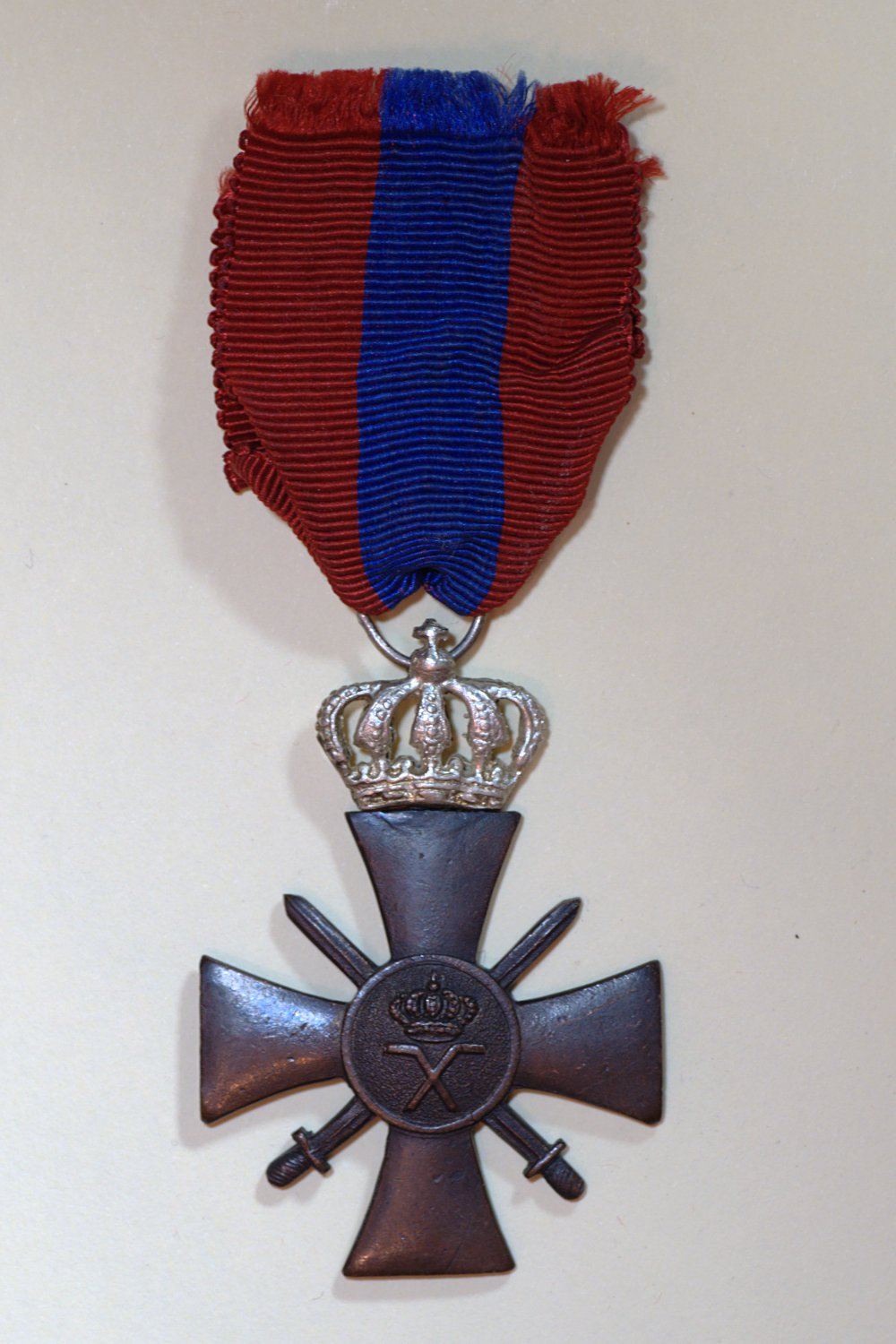
Крест II класса образца 1940 года

## Известные награждённые

### Греческие
- Афанасиос Велудиос, военный лётчик
- Иоаннис Деместихас
- генерал Димитриос Иоанну
- генерал Александрос Кондулис
- капитан Василис Ласкос (командир ПЛ «Кацонис» кресты I и III класса, 1943)
- Аристидис Морайтинис (ас Первой мировой, крест I класса)
- генерал Теодорос Пангалос, диктатор в межвоенный период
- Комнинос Пироманглу, участник Сопротивления
- Константинос Доксиадис
- адмирал Димитриос Иконому (крест I класса)
- Александрос Сакеллариу
- Серафим (архиепископ Афинский)

### Иностранные
- генерал Анри (Франция, крест I класса, 1918)
- Джордж Милн
- генерал Андраник Озанян (крест II класса, 1920)
- Александр I Карагеоргиевич король Югославии
- Маунтбеттен, Луис, 1-й граф Маунтбеттен Бирманский (Великобритания, 1941)
- генерал Томас Блэми (Австралия, 1941)
- генерал Джордж Вэсей (Австралия)
- генерал Артур Аллен
- Джеймс Бриггс
- майор Андерс Лассен (Дания)
- принц Бернард Липпе-Бистерфельдский (Нидерланды)
- Франтишек Моравец (Чехословакия)
- Ян Смэтс (ЮАС, крест I класса, 1940)
- генерал Генри Уилсон (крест I класса, 1942)
- Хокон VII, король Норвегии
- Улаф V, король Норвегии
- генерал Арчибалд Уэйвелл (Великобритания, крест I класса, 10.04.1942)
- Филипп, герцог Эдинбургский (1946)
- Филипп Леклерк
- Бернард Фрейберг
- Сидни Ровелл